# Kleinbahn Neuwied–Rasselstein–Augustenthal
| Wiedbrücke des stillgelegten Teilstücks |                      |                                   |                                  |
| Spurweite: | 1435 mm (Normalspur) |                                   |                                  |
| |                      |                                   |                                  |
| \| \| \| Rechte Rheinstrecke von Wiesbaden \| \| \| \| 0,0 \| Neuwied \| Neuwied \| \| \| \| Wilhelm-Leuschner-Straße \| \| \| \| \| Heddesdorfer Straße \| \| \| \| \| Rechte Rheinstrecke nach K-Deutz \| \| \| \| \| Andernacher Straße \| \| \| \| \| B 42 \| \| \| \| \| zum Hafen \| \| \| \| \| \| \| \| \| \| Hammergraben \| \| \| \| \| Rasselstein \| \| \| \| \| Anbindung Rasselstein \| \| \| \| \| Wied \| \| \| \| \| 4x \| \| \| \| \| Wied \| \| \| \| 4,0 \| Niederbieber \| Niederbieber \| \| \| 5,1 \| Augustenthal \| Augustenthal \| \| \| \| Anst Boesner \| \| \| \| \| Wied \| \| \| \| \| Projekt Wiedtalbahn \| \| |                      |                                   |                                  |
| |                      | Rechte Rheinstrecke von Wiesbaden |                                  |
| Bahnhof | 0,0                  | Neuwied                           | Neuwied                          |
| Brücke |                      | Wilhelm-Leuschner-Straße          | Wilhelm-Leuschner-Straße         |
| Brücke |                      | Heddesdorfer Straße               | Heddesdorfer Straße              |
| Abzweig geradeaus und nach rechts |                      | Rechte Rheinstrecke nach K-Deutz  | Rechte Rheinstrecke nach K-Deutz |
| Brücke |                      | Andernacher Straße                | Andernacher Straße               |
| Brücke |                      | B 42                              | B 42                             |
| Abzweig geradeaus und ehemals von links |                      | zum Hafen                         | zum Hafen                        |
| Bahnübergang |                      |                                   |                                  |
| Blockstelle |                      | Hammergraben                      | Hammergraben                     |
| Blockstelle |                      | Rasselstein                       | Rasselstein                      |
| Abzweig ehemals geradeaus und nach rechts |                      | Anbindung Rasselstein             | Anbindung Rasselstein            |
| Brücke über Wasserlauf (Strecke außer Betrieb) |                      | Wied                              | Wied                             |
| Bahnübergang (Strecke außer Betrieb) |                      | 4x                                | 4x                               |
| Brücke über Wasserlauf (Strecke außer Betrieb) |                      | Wied                              | Wied                             |
| Dienststation / Betriebs- oder Güterbahnhof (Strecke außer Betrieb) | 4,0                  | Niederbieber                      | Niederbieber                     |
| Blockstelle (Strecke außer Betrieb) | 5,1                  | Augustenthal                      | Augustenthal                     |
| Abzweig geradeaus und nach rechts (Strecke außer Betrieb) |                      | Anst Boesner                      | Anst Boesner                     |
| Brücke über Wasserlauf (Strecke außer Betrieb) |                      | Wied                              | Wied                             |
| |                      | Projekt Wiedtalbahn               |                                  |

Die eingleisige Kleinbahn Neuwied-Rasselstein-Augustenthal besteht aus zwei normalspurigen Streckenabschnitten, die ausschließlich dem Güterverkehr dienen.

## Streckenbeschreibung
Die erste Teilstrecke führt vom Staatsbahnhof Neuwied im Wiedtal aufwärts bis zur Firma Rasselstein. Der zweite in der Zwischenzeit stillgelegte Teilabschnitt stellte die Verlängerung nach Augustenthal (5,1 km) dar und hatte bei km 4,0 in Niederbieber-Segendorf eine Halte- und Verladestelle mit immerhin sieben Weichen.
Dort stand auch ein Lagergebäude, welches eine Verladerampe zur Bahn- und Straßenseite hatte. An dessen Nordseite war eine Pferdetränke. In der Nachbarschaft befanden sich eine Holzverladestation sowie ein Sägewerk der Firma van Roje.
Von der Ladestelle Niederbieber-Segendorf führte die Bahnstrecke weiter flussaufwärts. Kurz vor der Schrauben- und Kettenfabrik Friedrich Boesner GmbH in Augustenthal führte eine Brücke das „Gleis“ über die Wied.

## Geschichte

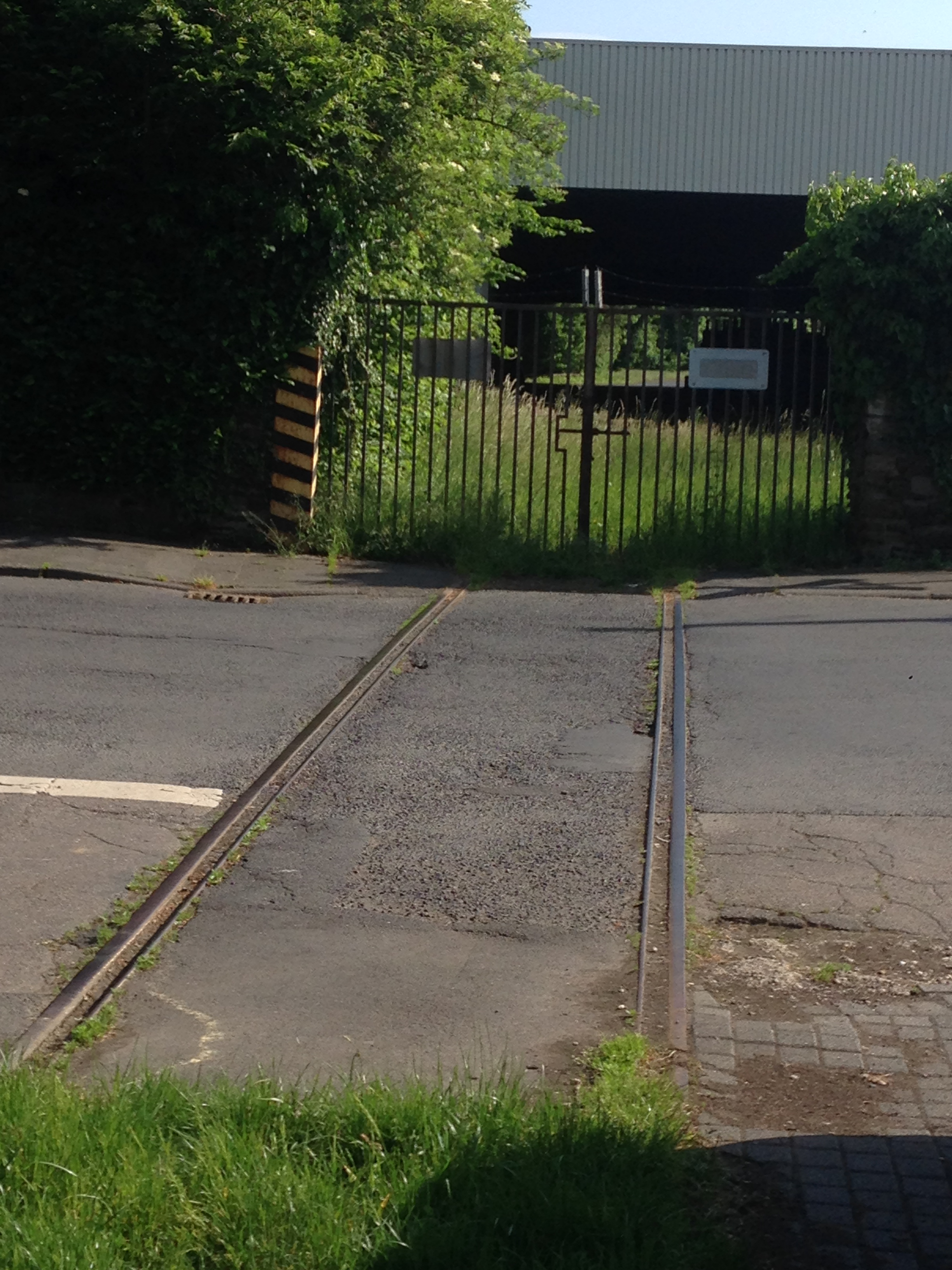
Ehemaliges Ende der Kleinbahn beim Tor der ehemaligen Firma „Friedrich Boesner GmbH“

Eröffnet wurde der erste Teil am 1. (11.) Mai 1891 durch die Rasselsteiner Eisenwerks-Gesellschaft AG in Neuwied-Rasselstein, der zweite am 18. Oktober / 29. November 1897 durch die Firma „Friedrich Boesner GmbH“ in Augustenthal bei Neuwied.
1892–1893 gab es politische Bestrebungen, die Strecke als Zweigbahn der Holzbachtalbahn durch das Wiedtal bis Wiedmühle bei Neustadt (Wied) und dann weiter nach Altenkirchen auszubauen. Dieser Plan scheiterte aber an Rentabilitätsprüfungen, obwohl der Bahnhof in Wiedmühle schon entsprechend angelegt war.
Den Betrieb führte 1939 die Deutsche Reichsbahn (RBD Köln); jedoch besaß die Firma Rasselstein zwei Dampflokomotiven, 75 Güterwagen und 33 Spezialwagen. Seit 1939 werden die beiden Bahnen als Privatanschlussbahnen betrieben.
Heute wird nur noch der Streckenabschnitt vom Bahnhof Neuwied bis auf das ehemalige Werksgelände der Firma Rasselstein (Hersteller von Stahlcoils) genutzt. Nach rund 7 Jahren "Dornröschenschlaf" fahren dort seit Ende Oktober 2020 wieder Ganzzüge. Die Züge werden auf dem Gelände der Fa. Pirchmoser-Holz GmbH mit Holzstämmen beladen und durch die Brohltalbahn abgefahren. Die Anschlussbahn hat nun den Status einer Werksbahn im Sinne vom § 2 Abs. 8 Allgemeines Eisenbahngesetz (AEG).
Der die Wied weiter aufwärts führende Streckenabschnitt bediente einst den Schrotthändler „Ferrum“, danach das Sägewerk „van Roje“, dann den Niederbieberer Gemeindebahnhof und erreichte nach einem kurzen Abschnitt durch Segendorf den Schraubenhersteller „Friedrich Boesner“ in Augustenthal. Diesem gehörte die Strecke ab Rasselstein, auf der aber der letzte Waggon im Januar 1991 befördert wurde. Die Wiederinstandsetzung dieses Abschnitts scheiterte 1999 an den zu hohen Kosten für die Erneuerung der maroden Schienen und Weichen; heute verläuft hier ein bis Niederbreitbach fortgeführter Radweg, der seit 2014 vollständig befahrbar ist.